# Kjell Westö

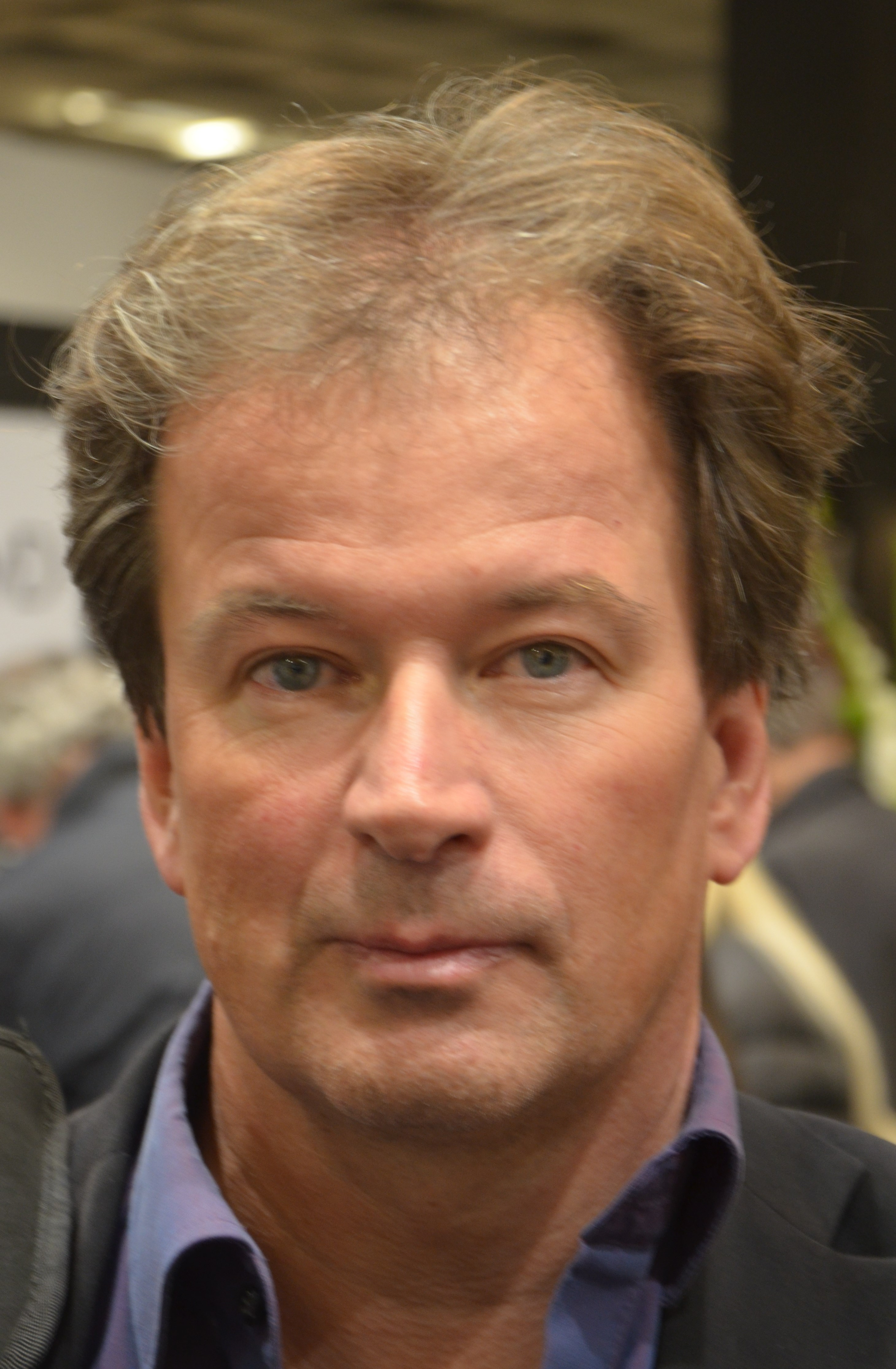
Kjell Westö

Kjell Westö (Helsinki, 6 augustus 1961) is een Zweedstalige Finse schrijver en journalist. Hij studeerde aan de Svenska social- och kommunalhögskolan in Helsinki. Hij begon als dichter maar stapte later over op het schrijven van korte verhalen en romans. Westö woont in Helsinki met zijn gezin (twee kinderen). Hij is de broer van Mårten Westö, die ook schrijver is.
In 1990 ontving Westö de Finse Staatsprijs voor Literatuur voor zijn verhalenbundel Utslag och andra noveller ("Uitslag en andere novellen"). Voor zijn roman Waar we ooit liepen kreeg hij in 2006 de Finlandiaprijs. Al eerder werden drie van zijn boeken genomineerd (1990, 2000, 2003). Zijn winnende roman was dat jaar ook een van de best verkochte boeken van Finland. Zijn roman Drakarna över Helsingfors ("Vliegers boven Helsinki") werd in 1997 bekroond met de Dank voor het boek-medaille en in 2001 verfilmd.
Westö's romans spelen zich af in Helsinki. In de roman Waar we ooit liepen zijn de Finse Burgeroorlog en de snelle ontwikkeling van Helsinki in de jaren twintig en dertig belangrijke thema's.

### Dichtbundels
- Tango orange 1986
- Epitaf över Mr. Nacht 1988
- Avig-Bön 1989 (onder pseudoniem Anders Hed)

### Korte verhalen
- Utslag och andra noveller 1989
- Fallet Bruus 1992
- Lugna favoriter 2004

### Romans
- Drakarna över Helsingfors 1996
- Vådan av att vara Skrake 2000
- Lang 2002
- Där vi en gång gått 2006
- Hägring 2013
- Den svavelgula himlen 2017

### Overig werk
- Metropol 1998 (samen met Kristoffer Albrecht)